# Донузлав (аэродром)
Донузлав — недействующий государственный аэродром в Крыму на берегу одноимённого залива (озера) в 25 км от Евпатории. Бывший военный гарнизон — посёлок Мирный. Принадлежал ВВС Краснознамённого Черноморского флота. Аэродром разобран и не функционирует, приём воздушных судов невозможен.
Это был один из немногих стационарных аэродромов в СССР, предназначенный для постоянного базирования гидросамолётов. Аэродром имел оборудованные площадки для спуска на воду и для выхода с воды на сушу самолётов-амфибий, т. н. слипы, при аэродроме были катера для буксировки самолётов.

## Данные аэродрома
- Наименование — Донузлав (Donuzlav)
- КТА N45.32587° E033.05047°
- Превышение 11 м (1 гПа)
- Индекс ЬКФД / XKFD (гражданский индекс UKFM/УКФМ)
- Позывной — Старт 124.0 МГц «Круглый»
- ВПП 04/22 2000х40 метров
- МПУ 043°/223°
- ИПУ 050°/230°
- Освещение — нет
- Регламент работы — брошенный, ВПП демонтирована (посадка невозможна)

## История
Озеро Донузлав стало использоваться гидроавиаций ещё до Великой Отечественной войны в качестве оперативного аэродрома. В частости, известно[кому?], что при приведении в оперативную готовность № 2 119-го морского разведывательного полка ЧФ 22 июня 1941 года на озеро перелетели две эскадрильи летающих лодок МБР-2
1 октября 1941 года 18-я ОМРАЭ перебазировалась на озеро Донузлав, где оставалась до 28 октября, работая преимущественно ночью, а затем перелетела в район Керчи.
В начале 1958 года на аэродроме Мирный (Донузлав) была сформирована 307-я отдельная авиационная эскадрилья корабельных вертолётов Ка-15, уже в апреле этого года она была развёрнута в 872-й отдельный авиационный полк вертолётов. В 1961 году полк перебазировался на аэродром Кача.
Летом 1959 года на озере Донузлав проходили испытания новой летающей лодки Бе-6, для чего была задействована 2-я АЭ 977-го ОМДРАП.
1 декабря 1959 года в авиации ЧФ была сформирована 270-я отдельная морская дальнеразведывательная эскадрилья, с местом постоянного базирования — гидроаэродром Донузлав. На вооружении АЭ были лодки Бе-10. В сентябре 1961 года эскадрилья была переформирована в 318-й отдельный противолодочный Констанцкий Краснознамённый авиационный полк дальнего действия двухэскадрильного состава без изменения места дислокации. Однако из-за высокой аварийности уже с 1964 года самолёты Бе-10 стали ставить на прикол, а в 1968 году их вообще списали. В начале 1965 года в полку была сформирована 3-я АЭ, которая сразу стала переучиваться на Бе-12, сначала на аэродроме АРЗ г. Евпатории, а затем на аэродроме г. Саки. Переучивание было поэтапным и продолжалось в каждой эскадрилье два года. Полностью полк был переучен на Бе-12 в 1970 году и в полном объёме приступил к поиску подводных лодок и ведению воздушной разведки в акватории Чёрного моря.
Осенью 1968 года на аэродроме была построена бетонная взлётно-посадочная полоса 1500×32 метра.
15 сентября 1969 года, в соответствии с приказом командующего Авиацией ЧФ № 00119, на базе 3-й вертолётной эскадрильи 872-го отдельного противолодочного вертолётного полка был сформирован 78-й отдельный противолодочный вертолётный полк четырёхэскадрильного состава, с местом постоянного базирования на аэродроме Донузлав. Полк создавался для базирования авиационных групп на вертолётоносцах ЧФ — кораблях проекта 1123 «Москва» и «Ленинград». За всё время существования полк выполнил 19 выходов на боевую службу на ПКР «Ленинград» и 8 выходов на боевую службу на Противолодочном крейсере "Москва» и был расформирован в 1995 году, матчасть была поделена между Украиной и Россией.
318-й ОПЛАП был расформирован в 1995 году (директива ГШ ВМФ № 730/1/0495 от 7 августа 1995 года). Самолёты Бе-12 были разделены между Украиной и Россией. Из остатков полка была сформирована 327-я отдельная противолодочная эскадрилья, которая с аэродрома Донузлав перебазировалась на аэродром Кача.
С этого времени аэродром Донузлав стал выводиться из эксплуатации.
В 2022 году, перед российским нападением на Украину, российские войска использовали аэродром, накопив там десятки штурмовых вертолётов и транспортных средств.
- Железобетонные укрытия (капониры, ангары)
- Рулежные полосы и ВВП
- Узел связи, бункеры
- Навигационная башня 112 бригады разведывательных кораблей ЧФ ВМФ СССР

## Дислокация
- С августа 1941 года по 29 октября 1941 — 119-й отдельный морской разведывательный полк
- С 1958 по 1961 год дислоцировался 872-й отдельный авиационный полк вертолётов
- С 1 декабря 1959 года — 270-я отдельная морская дальнеразведывательная эскадрилья (23.04.61 г. преобразована в 318-й отдельный противолодочный Констанцский Краснознамённый авиационный полк дальнего действия в/ч 49252) по 07.08.95 г
- С 15 сентября 1969 года по 16 октября 1995 года — 78-й отдельный корабельный противолодочный полк.